# Sielsowiet niżniemordokski
Sielsowiet niżniemordokski (ros. Нижнемордокский сельсовет) – jednostka administracyjna (osiedle wiejskie) wchodząca w skład rejonu głuszkowskiego w оbwodzie kurskim w Rosji.
Centrum administracyjnym sielsowietu jest wieś (ros. село, trb. sieło) Niżnij Mordok.

## Geografia
Powierzchnia sielsowietu wynosi 108,67 km².

## Historia
Status i granice sielsowietu zostały określone ustawami z 2004 i z 2010 roku.

## Demografia
W 2017 roku sielsowiet zamieszkiwało 793 mieszkańców.

## Miejscowości
W skład sielsowietu wchodzą miejscowości: Niżnij Mordok, Jurasowo, Kiekino, Rżawa, Szagarowo, Wysokoje.